# Melanchthon-Schule Steinatal
Die Melanchthon-Schule Steinatal ist ein privates, staatlich anerkanntes Gymnasium, dessen Schulträger die Evangelische Kirche von Kurhessen-Waldeck (EKKW) ist. Sie befindet sich knapp 2 km östlich von Steina, einem Ortsteil der Gemeinde Willingshausen im Schwalm-Eder-Kreis in Nordhessen. Benannt ist sie nach Philipp Melanchthon.

## Lage
Die Schule liegt etwa 7 km südöstlich von Ziegenhain auf einem Campus-Gelände, am Nordufer der Steina, am Waldrand an der Stelle eines ehemaligen Forsthauses und der vermuteten mittelalterlichen Siedlung Obersteina. Wenige hundert Meter westlich verläuft die Bundesstraße 454 von Ziegenhain nach Neukirchen.

## Geschichte
Das ehemalige Forsthaus derer von Ditfurth wurde 1925 mit dem dazugehörigen Forstgut an den damaligen Kreis Ziegenhain verkauft und zunächst als Gaststättenbetrieb (genannt „Kurhaus“) und dann als Landwirtschaftsschule genutzt. Ab Mitte der 1930er Jahre befanden sich dann dort ein Reichsseminar der Nationalsozialistischen Volkswohlfahrt (NSV) zur Ausbildung von Kindergärtnerinnen und Hortnerinnen sowie ein Kindergarten und ein Kindererholungsheim. Nach dem Ende des Zweiten Weltkriegs, als in dem vom NS-Regime auf dem Gebiet des heutigen Trutzhain eingerichteten Kriegsgefangenen-Stammlager StaLag IX A im August 1946 das DP-Lager 95-443 Ziegenhain für Displaced Persons (DP) eingerichtet wurde, war die Anlage bis 1947 ein dem DP-Lager angeschlossenes TBC-Sanatorium unter der Verwaltung der UNRRA.
Nach der Auflösung des Lagers wurden die Gebäude im Jahre 1950 von der 1947 in Neukirchen eingerichteten „Außenstelle des Wilhelmsgymnasiums“ – das Wilhelmsgymnasium Kassel war 1943 ausgebombt worden und hatte in Neukirchen einen provisorischen Neuanfang gemacht – bezogen, und schon bald darauf von der EKKW übernommen, die dort das Realgymnasium Melanchthon-Schule mit einem Internat einrichtete. Ein besonderer Akzent des Internats wurde die Aufnahme von aus der DDR geflohenen Schülern, die zum Abitur geführt wurden, insgesamt mindestens 424. Im ehemaligen Reichskindergärtnerinnen-Seminar wurde das Hauptgebäude der Schule mit Verwaltung eingerichtet, aus dem Muster-Kindergarten wurde das Jungenheim des Internats und im ehemaligen Ditfurthschen Haus (Abriss 1976) kamen die Mädchen des Internats unter. 1953/1954 wurde eine zum Gebäudebestand gehörende Mehrzweckhalle in eine Turnhalle umgebaut. 1956/1957 wurde ein Gebäude für die Naturwissenschaften mit Verbindungsbau zum Hauptgebäude erstellt. Das Internat wurde 1965 durch einen Anbau mit integriertem Zeichensaal und Werkraum erweitert. Neue Klassenräume und ein Musiksaal wurden 1966 mit Verbindung an das Hauptgebäude errichtet, 1972 eine neue Turnhalle mit Schwimmbad. Der naturwissenschaftliche Trakt wurde 1978 in einen Neubau verlegt. In den 1970er Jahren ging die Nachfrage nach Internatsplätzen erheblich zurück, und das Internat wurde schließlich geschlossen. Die Schule wird seit 2008 mit einer Mensa geführt.

## Die Schule
Auf dem weitläufigen Schulgelände mit großzügigen Schulsportanlagen (Sportplatz, Hallenschwimmbad, zwei Sporthallen, Beach-Volleyballplatz) werden heute insgesamt etwa 700 Schüler von ca. 71 Lehrern ganztägig unterrichtet. Jährlich werden drei bis vier neue Klassen mit jeweils 25-28 Mädchen und Jungen aus umliegenden Grundschulen in die Jahrgangsstufe 5 aufgenommen. In der Melanchthon-Schule gibt es biologisch zertifiziertes Mensa-Essen aus der Region. Seit 2013 arbeitet die Schule nach dem G9 Modell im teilgebundenen Ganztagsbetrieb. Durch spezielle „Melanchthon-Stunden“ wird der Schulunterricht um 2 Stunden pro Woche ergänzt. Die Schule ist nach umfangreichen Umbauarbeiten behindertengerecht.
Das Bildungs- und Erziehungskonzept der Schule ist christlich geprägt und wöchentliche Andachten und regelmäßige Gottesdienste an Montagen sind Teil des schulischen Lebens. Der Lehrplan des Gymnasiums umfasst drei Aufgabenfelder: das sprachlich-künstlerische mit den Fächern Deutsch, Englisch, Französisch, Russisch, Lateinisch, Griechisch, Musik, Kunst und Werken; das gesellschaftswissenschaftliche mit evangelischer und katholischer Religionslehre, Geschichte, Politik und Wirtschaft sowie Erdkunde; und das mathematisch-naturwissenschaftliche mit den Fächern Mathematik, Informatik, Physik, Chemie und Biologie.

## Ehemalige Schüler
- Gottfried Adam (* 1939), evangelischer Theologe
- Johann Behrens (* 1949),  Pflegewissenschaftler
- Klaus-Günther Biederbick (* 1944), ehemaliger Staatssekretär im Bundesministerium der Verteidigung
- Friedrich Christian Delius (1943–2022), Schriftsteller
- Klaus (* 1945) und Horst Ebert (1943–2014), Gründer der deutschen Beat- und Rockband The Petards
- Georg D. Falk (* 1949), Richter und Autor
- Martin Grzimek (* 1950), Schriftsteller
- Hermann Kinder (1944–2021), Schriftsteller
- Wiebke Knell (* 1981), Politikerin (FDP)
- Tobias Meyer (* 1975), Manager
- Peter Knorr (* 1939), Schriftsteller
- Johannes Kunkel (* 1958), Posaunist und Landesposaunenwart der Evangelischen Kirche in Hessen und Nassau für Rheinhessen und Südnassau
- Michael von Renteln (* 1942), Mathematiker
- Gerd Stricker (1941-2019), Slawist, Ostkirchenhistoriker
- Frieder Thiele (* 1938), Stahlbauingenieur
- Glenn (Diedrich) Walbaum (1939-2021), Musiker und Kabarettist
- Hans Wegener (1896–1980), Bibliothekar